# Пипистрел
Пипистрел е словенски производител на леки летатетелни апарати.

## История
Компанията е основана от Иво Боскарол през 1987 година. Седалището ѝ се намира в Айдовщина, Словения. Поради юридически ограничения от Югославското правителство през 1980-те години, алтернативите за летене и свръхлеките летателни апарати са незаконни. В резултат, с първия летателен апарат са извършвани полети тайно през нощта, между здрач и мрак. Времето за летене и формата на подобните на делтапланер крила спечелва на летателния апарат прозвището „прилеп“, което компанията приема за свое име, кръщавайки се с латинската дума за прилеп – pipistrellus.
Производствените мощности на компанията се намират в Айдовщина. Нова фабрика се строи близо до италианския град Гориция. Фирмата е първата частна компания за летателни апарати в Югославия. До 1990-те повече от 500 делтапланери са произведени, а до 2012 година повече от 1000 летателни апарати.

## Летателни апарати
Компанията произвежда следните модели свръхлеки летателни апарати:
- Pipistrel Alpha Trainer
- Pipistrel Apis
- Pipistrel Apis-Bee
- Pipistrel Apis Electro
- Pipistrel Panthera
- Pipistrel Sinus
- Pipistrel Spider
- Pipistrel Taurus
- Pipistrel Taurus Electro
- Pipistrel Taurus G4
- Pipistrel Twister
- Pipistrel Virus
- Pipistrel Virus SW
- Pipistrel WATTsUP Electric Trainer

Освен тях, произвежда мотоделтапланера „Flight Team Spider“ след договор за подизпълнение с германската компания „Flight Team UG & Company KG“ от Ипесхайм.

## Любопитни факти
- Pipistrel Apis държи десет световни рекорда на Международната федерация по авиация.
- През 2010 година Пипистрел печели наградата „The UKTI Award“, която се връчва за иновации. Фирмата става първата словенска компания, която печели категория на Европейските бизнес награди.